# 15804 Yenisei
15804 Yenisei là một tiểu hành tinh vành đai chính với chu kỳ quỹ đạo là 1654.8677660 ngày (4.53 năm).
Nó được phát hiện ngày 9 tháng 3 năm 1994.